# 野々花ひまり
野々花 ひまり（ののか ひまり、1月18日 - ）は、元宝塚歌劇団雪組の娘役スター。
福岡県福岡市、中村学園女子高等学校出身。身長163cm。血液型O型。愛称は「ひまり」。

## 来歴
2011年、宝塚音楽学校入学。
2013年、音楽学校卒業後、宝塚歌劇団に99期生として入団。入団時の成績は17番。雪組公演「ベルサイユのばら」で初舞台。
2014年、組まわりを経て雪組に配属。
2017年、早霧せいな・咲妃みゆトップコンビ退団公演となる「幕末太陽傳」で、新人公演初ヒロイン。
2018年の「ファントム」で2度目の新人公演ヒロイン。
2021年の「ほんものの魔法使」（バウホール・KAAT神奈川芸術劇場公演）で、バウホール・東上公演初ヒロイン。
2024年の「39 Steps」で、専科・凪七瑠海の相手役を務め、2度目のバウホール公演ヒロイン。同年10月13日、彩風咲奈退団公演となる「ベルサイユのばら」東京公演千秋楽をもって、宝塚歌劇団を退団。
2024年12月26日、2.5次元俳優らが所属するエーアンドエイチプロモーションに新設された「&bition」に所属したことを発表した。

## 人物
宝塚初観劇は、2009年宙組公演「薔薇に降る雨／Amour それは…」。その後、宙組博多座公演「大江山花伝／Apasionado!!II」を観て、音楽学校受験を決意する。
好きな花は太陽に向かって咲くヒマワリ。自身が目指す将来にまっすぐ向かって行けるように、そして野原に咲く花の可憐さも忘れないようにという思いで芸名を決めた。
憧れの上級生は野々すみ花と望海風斗。

## 宝塚歌劇団時代の主な舞台

### 初舞台
- 2013年4 - 5月、雪組『ベルサイユのばら-フェルゼン編-』（宝塚大劇場のみ）

### 組まわり
- 2013年11 - 2014年2月、雪組『Shall we ダンス?』『CONGRATULATIONS 宝塚!!』[6]

### 雪組時代
- 2014年6 - 8月、『一夢庵風流記 前田慶次』 - 新人公演：かめ（本役：白峰ゆり）『My Dream TAKARAZUKA』
- 2014年10月、『伯爵令嬢』（日生劇場） - ベベ
- 2015年1 - 3月、『ルパン三世 -王妃の首飾りを追え!-』 - 新人公演：ルイ・シャルル（本役：彩みちる）『ファンシー・ガイ!』
- 2015年5月、『星影の人』 - 玉葉『ファンシー・ガイ!』（博多座）
- 2015年7 - 10月、『星逢一夜（ほしあいひとよ）』 - 新人公演：雲太（本役：笙乃茅桜）『La Esmeralda（ラ エスメラルダ）』
- 2015年11月、『銀二貫』（バウホール）
- 2016年2 - 5月、『るろうに剣心』 - 新人公演：三条燕（本役：星南のぞみ）
- 2016年6 - 7月、『ドン・ジュアン』（KAAT神奈川芸術劇場・ドラマシティ） - 少年ドン・ジュアン[5]
- 2016年7月、『Bow Singing Workshop〜雪〜』（バウホール）
- 2016年10 - 12月、『私立探偵ケイレブ・ハント』 - 新人公演：コートニー（本役：早花まこ）『Greatest HITS!』
- 2017年2月、『New Wave!-雪-』（バウホール）
- 2017年4 - 7月、『幕末太陽傳（ばくまつたいようでん）』 - 新人公演：女郎おそめ（本役：咲妃みゆ）『Dramatic “S”!』 新人公演初ヒロイン[7][8]
- 2017年8 - 9月、『CAPTAIN NEMO』（日本青年館・ドラマシティ） - ヴェロニカ
- 2017年11 - 2018年2月、『ひかりふる路（みち）〜革命家、マクシミリアン・ロベスピエール〜』 - シャルロット・ロベスピエール、新人公演：リュシル・デムーラン（本役：彩みちる）『SUPER VOYAGER!』
- 2018年3 - 4月、『義経妖狐夢幻桜（よしつねようこむげんざくら）』（バウホール） - マサコ
- 2018年6 - 9月、『凱旋門』 - 花売り娘、新人公演：ケート・ヘグシュトレーム（本役：沙月愛奈）／娼婦『Gato Bonito!!』
- 2018年11 - 2019年2月、『ファントム』 - フルール、新人公演：クリスティーヌ・ダーエ（本役：真彩希帆） 新人公演ヒロイン[9][6]
- 2019年3 - 4月、『20世紀号に乗って』（東急シアターオーブ）
- 2019年5 - 9月、『壬生義士伝』 - 女中、新人公演：鍋島栄子（本役：妃華ゆきの）『Music Revolution!』
- 2019年10月、『ハリウッド・ゴシップ』（KAAT神奈川芸術劇場・ドラマシティ） - メアリー・ピックフォード／記者
- 2020年1 - 2月、『ONCE UPON A TIME IN AMERICA（ワンス アポン ア タイム イン アメリカ）』（宝塚大劇場） - タチアナ、新人公演：院長（本役：早花まこ）／アン（本役：千風カレン）
- 2020年2 - 3月、『ONCE UPON A TIME IN AMERICA（ワンス アポン ア タイム イン アメリカ）』（東京宝塚劇場） - タチアナ
- 2020年9 - 10月、『NOW! ZOOM ME!!』
- 2021年1 - 4月、『fff-フォルティッシッシモ-』 - 少年ルートヴィヒ『シルクロード〜盗賊と宝石〜』
- 2021年5 - 6月、『ほんものの魔法使』（バウホール・KAAT神奈川芸術劇場） - ジェイン バウ・東上初ヒロイン[10][11]
- 2021年8 - 11月、『CITY HUNTER』 - 冬野葉子『Fire Fever!』[2]
- 2022年3 - 6月、『夢介千両みやげ』 - お松『Sensational!』
- 2022年7 - 8月、『ODYSSEY（オデッセイ）-The Age of Discovery-』（梅田芸術劇場）
- 2022年10 - 12月、『蒼穹の昴』 - 隆裕
- 2023年2 - 3月、『BONNIE & CLYDE』（御園座） - ブランチ・バロウ
- 2023年4 - 7月、『Lilac（ライラック）の夢路』 - ディートリンデ『ジュエル・ド・パリ!!』
- 2023年8 - 9月、『双曲線上のカルテ』（ドラマシティ・日本青年館） - クラリーチェ・マルチーノ
- 2023年12 - 2024年2月、『ボイルド・ドイル・オンザ・トイル・トレイル』 - ロティ・ドイル『FROZEN HOLIDAY（フローズン・ホリデイ）』
- 2024年4 - 5月、『39 Steps』（バウホール） - アリス バウヒロイン[12][13]
- 2024年7 - 10月、『ベルサイユのばら-フェルゼン編-』- ロザリー 退団公演[14]

## 出演イベント
- 2017年12月、タカラヅカスペシャル2017『ジュテーム・レビュー-モン・パリ誕生90周年-』
- 2018年5月、『凱旋門』前夜祭
- 2018年12月、タカラヅカスペシャル2018『Say! Hey! Show Up!!』
- 2019年7月、『宝塚巴里祭2019』[17]
- 2019年12月、タカラヅカスペシャル2019『Beautiful Harmony』

## 宝塚歌劇団退団後の主な活動

### 舞台
- 2025年11月、舞台『サイボーグ009 -13番目の追跡者-』（品川プリンスホテル ステラボール） - 0012 役[18]